# Kathleen Ferrier (zangeres)

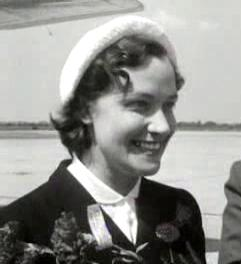
Kathleen Ferrier op bezoek in Nederland in 1951.

Kathleen Mary Ferrier (Blackburn, Lancashire, Engeland, 22 april 1912 – Londen, Engeland, 8 oktober 1953) was een Engelse altzangeres.

## Leven en werk

#### Vroege jaren
Kathleen Ferrier werd geboren in Blackburn (Lancashire) in het noordwesten van Engeland. Ze groeide er op met haar oudere zus Winifred en haar oudere broer George. Haar vader was onderwijzer, maar zijn grote liefde was muziek.
Een huisvriend van de familie kocht een piano voor de achtjarige Kathleen en leerde haar de noten. Zij leerde zichzelf uit een muziekboek enkele eenvoudige wijsjes te spelen. Haar moeder nam zich toen voor goed onderricht voor Kathleen te verzorgen. Voor het schoolkoor werd ze uitgekozen omdat ze wijs kon houden, niet om haar stem. Kathleen behaalde als pianiste op haar dertiende jaar het einddiploma van de Associate Board of the Royal Academy of Music en van het Royal College of Music te Londen.
Toen ze veertien was namen haar ouders haar van school omdat het geld nodig was voor haar broer George in Canada. Ze ging werken als telefoniste, maar buiten werktijd zong ze in het koor, begeleidde concerten, nam deel aan festivals en won daarmee verschillende prijzen.

#### Zangcarrière

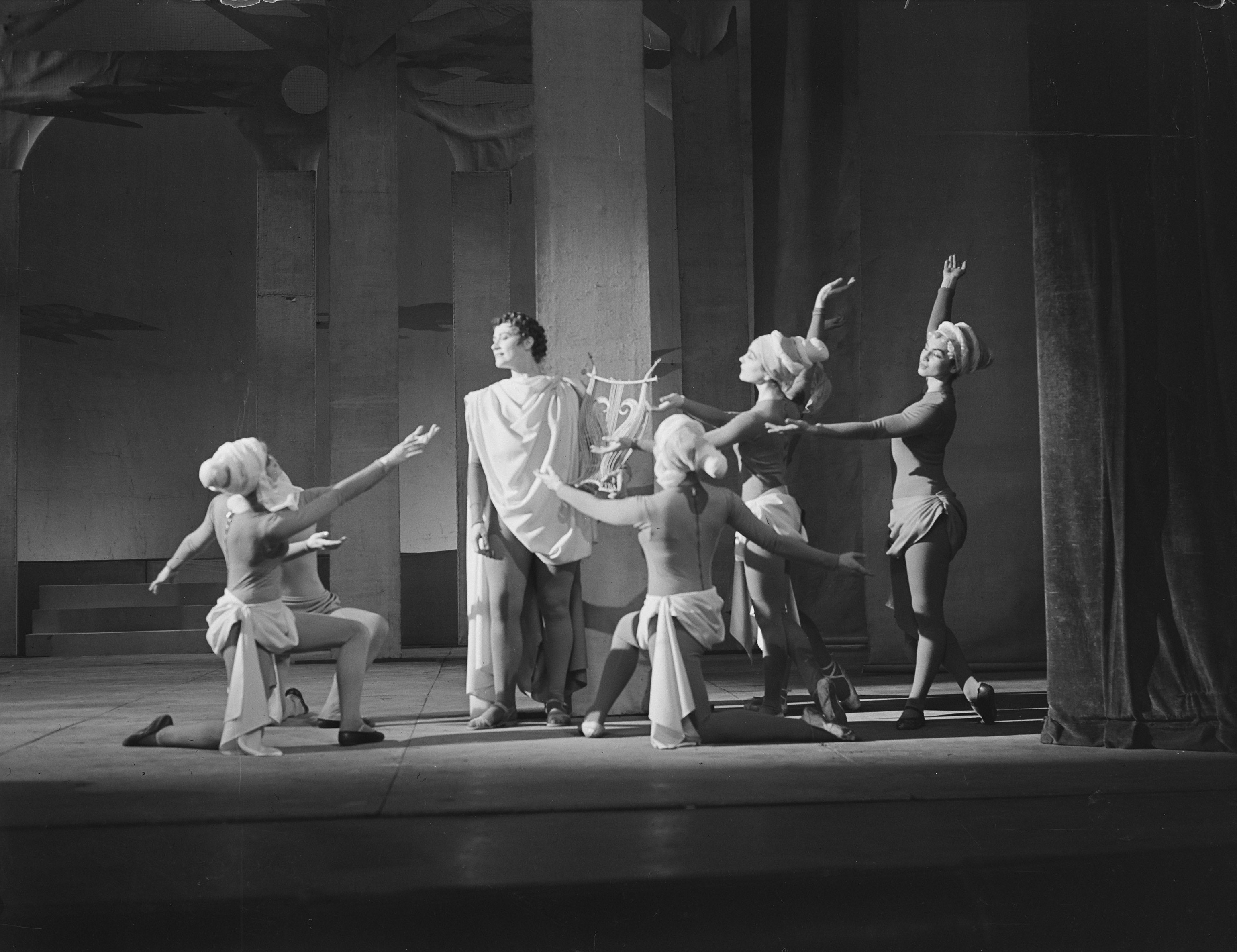
Ferrier in Orfeo & Eurydice (Nederland, 1949)

In 1935 trouwde ze met Bert Wilson, een bankier, en ging in Carlisle wonen. In die tijd was de handelingsonbekwaamheid voor gehuwde vrouwen nog een algemene regel. Ze moest dus het beroepsleven vaarwel zeggen en gaf zich nog meer over aan haar piano- en zangtalent. In 1937 wedde haar man om een shilling dat ze zich in het Carlisle Festival niet als zangeres zou durven in te schrijven: ze was al aangemeld als pianiste. Ze durfde het aan en won de eerste prijs met haar interpretatie van Roger Quilters To Daisies. Volgens de Carlisle Journal had ze een van de zuiverste stemmen ooit. Haar huwelijk liep niet goed. Ze gingen in 1937 uit elkaar (het huwelijk werd pas tien jaar later officieel ontbonden) en vanaf die dag was ze, op haar vijfentwintigste, professioneel zangeres. Ze nam les bij de plaatselijke zangleraar J.E. Hutchinson. Het werd een wederzijds stimulerende professionele relatie.
In 1942 verhuisde Kathleen Ferrier naar Londen om haar geluk te beproeven als concertzangeres. Haar eerste recital was een lunchconcert in de National Gallery, georganiseerd door Dame Myra Hess, waarin ze liederen zong van Brahms, Schubert en Wolf. Ze studeerde negen jaar bij de gevierde bariton Roy Henderson.
Op 17 mei 1943 trad Ferrier op in Händels Messiah in Westminster Abbey. Ze maakte grote indruk, in het bijzonder op Benjamin Britten. Hierna kwam haar zangcarrière in een stroomversnelling, maar die duurde vrij kort. Er volgden talloze oratoria, haar lievelingsgenre, hoewel ze ook als operazangeres successen oogstte. Zo vroeg Britten haar voor de titelrol in The Rape of Lucretia.
Ook buiten Engeland werd ze warm bejegend. Ze noemde Nederland zelfs haar "tweede vaderland".

#### Laatste jaren
In 1951, het jaar waarin ze haar vader verloor, ontdekte men borstkanker. Ze had lang gezwegen over de symptomen; toen ze uiteindelijk onderzocht werd had ze al uitzaaiingen. Ze werd geopereerd en kreeg langdurig bestralingen, waardoor ze veel geboekte optredens (ook in Nederland) moest afzeggen.
Haar laatste optreden vond plaats in Glucks Orfeo en Euridice in Covent Garden in 1953. Ze had dit eerder gezongen in Glyndebourne in 1947, maar toen niet in het Engels. Bij de tweede opvoering voelde ze een bot breken (gevolg van een metastase van haar kanker) en werd van het toneel afgevoerd voor een pauze. Ze zong, de pijn verbijtend, haar rol toch tot het einde uit, maar trad daarna nooit meer op. Kathleen Ferrier hoopte op herstel dankzij een operatie waarbij nieuwe technieken werden toegepast, maar het wonder bleef uit. Ze overleed op 41-jarige leeftijd te Londen.

## Waardering
Kathleen Ferriers stem had een aangeboren natuurlijkheid. Ze had geen conservatorium gehad en zowel Hutchinson als Henderson erkende dat haar stem al perfect was en dat ze dit "instrument" slechts hebben verfijnd en gecoacht. Haar stem had een bijzonder timbre, dat nog door niemand is geëvenaard en dat wordt toegeschreven aan het feit dat ze een rijzige vrouw van 1,75 m was met een ruime keelholte en resonantieruimte: een grote mond, maar dan letterlijk.

## Repertoire
- Johann Sebastian Bach: Matthäus-Passion, Hohe Messe
- Johannes Brahms: Altrhapsodie (opgenomen met Clemens Krauss)
- Ernest Chausson: Poème de l'Amour et de la Mer
- Gustav Mahler: Das Lied von der Erde (met als dirigenten Bruno Walter resp. John Barbirolli), Kindertotenlieder, Rückert-Lieder
- Christoph Willibald Gluck: Orfeo en Eurydice
- Händel: Messiah
- Volksliedjes, waaronder Blow the Wind Southerly, The Keel Row.

Ze zong enkele van deze werken in zowel de oorspronkelijke als de Engelse taal. Voorbeelden hiervan zijn de Matthäus-Passion, aria's van Bach en Händel en Glucks Orfeo.

## Discografie
- Bach: Mis in b-mineur, Suzanne Danco, Kathleen Ferrier, Peter Pears, Bruce Boyce, Norman Walker, BBC Koor, Boyd Neel Orkest, gedirigeerd door George Enescu, (1951), BBC
- Bach: Matthäus Passion, Greene, Suddaby, Ferrier, Cummings, Bach Koor, Jacques Orkest, gedirigeerd door Reginald Jacques, Decca, (verdoekt op Dutton).
- Bach, Händel: aria's (gezongen in het Engels), London Philharmonic Orchestra gedirigeerd door Adrian Boult, Decca, opgenomen op 7 en 8 oktober 1952.
- Brahms: Altrhapsodie op. 53, Mannen van het Oslo Filharmonisch Koor, Filharmonisch Orkest van Oslo, Erik Tuxen, Oslo (1949), APR
- Brahms: Altrhapsodie, op. 53, Londens Filharmonisch Koor, London Philharmonic Orchestra, Clemens Krauss, (1947), Dutton (restauratie van een Deccaopname)
- Benjamin Britten: The Rape of Lucretia (1946), Kathleen Ferrier, alt (Lucretia), Peter Pears, Joan Cross, Owen Brannigan (Collatinus), Edmund Donleavy (Junius), Otakar Kraus, bariton (Tarquin), Anna Pollak (Bianca), Margaret Ritchie (Lucia) Engelse Opera Groep Orkest, gedirigeerd door Reginald Goodall, Gala
- Mahler: Das Lied von der Erde, Wiener Philharmoniker, Bruno Walter, Julius Patzak (tenor), Decca, Polygram
- Mahler: Das Lied von der Erde, Hallé Orchestra, John Barbirolli, Richard Lewis (tenor), 1952, APR
- Mahler: Das Lied von der Erde, New Yorks Filharmonisch Orkest, Bruno Walter, Svanholm (tenor), 1949, Naxos
- Mahler: Kindertotenlieder, Wiener Philharmoniker, Bruno Walter, EMI
- Mahler: Kindertotenlieder, Concertgebouworkest, Otto Klemperer, Decca
- Mahler: 'Symfonie nr. 2 in c-mineur, "Auferstehung", Jo Vincent (sopraan), Concertgebouworkest, Toonkunstkoor Amsterdam, Otto Klemperer, (1951), Archipel
- Brahms: Altrhapsodie, op. 53, Deens Radio Mannenkoor, Deens Radiosymfonieorkest, Kathleen Ferrier (alt), opname 6-10-1949 Danacord DACOCD 301
- Brahms: Von ewiger Liebe, op. 43.1 (incompleet), "Wir wandelten, wir zwei zusammen", op. 96.2 (incompleet), Phyllis Spurr, piano - opname 6-10-1949 Danacord DACOCD 301
- Brahms: Vier ernste Gesänge (Engels), BBC Symphony Orchestra, Malcolm Sargent
- Gluck: Orfeo ed Euridice. Kathleen Ferrier (Orfeo), Greet Koeman (Euridice), Nel Duval (Amore), Koor en Orkest van de Nederlandse Opera, Charles Bruck (dirigent) - opname: januari 1951 - EMI 7243 5 86194 2 3
- Ernest Chausson: Poème de l'amour et de la mer, op. 19, Hallé Orchestra, Sir John Barbirolli
- Robert Schumann: Frauenliebe und -leben, liederen van Brahms en Schubert, live op het Edinburgh Festival van 1949, op de piano begeleid door Bruno Walter, Decca, 1949.
- Broadcast Recital from Norway : Phyllis Spurr (piano) Decca LXT 5324 1949

Niet al haar optredens zijn opgenomen. Sommige opnamen - waaronder de Messiah van Händel en The Dream of Gerontius van Edward Elgar - zijn niet bewaard gebleven.